# Рай: Любовь
«Рай: Любовь» (нем. Paradies: Liebe) — фильм 2012 года австрийского режиссёра Ульриха Зайдля, номинант на Золотую пальмовую ветвь Каннского кинофестиваля 2012 года.
Фильм «Рай: Любовь» — первая часть трилогии, снятой У. Зайдлем.
Возрастное ограничение: 18+

## Сюжет
Малопривлекательная и стеснительная австрийка Тереза отправляется в отпуск отдохнуть от постылой работы с инвалидами, от равнодушной дочки-подростка, от сестры-зануды. В Кении, в раю для секс-туристок, она рассчитывает познать давно забытые прелести любви в объятьях чернокожего красавца. Аборигены давно раскусили сложности женской психологии, согласно которой просто платить деньги за секс оскорбительно, и выдумали для дам сложную схему с ухаживаниями и имитацией реальных отношений, всегда заканчивающихся просьбой помочь материально больному племяннику, умирающему дяде или двоюродной тёте… Сменив двух партнёров и окончательно распрощавшись с надеждой встретить бескорыстного любовника, Тереза превращается в безжалостную эксплуататоршу мужского тела.

## В ролях
- Маргарете Тизель — Тереза
- Питер Казунгу — Мунга
- Инге Маукс — подруга Терезы

## Критика
По мнению кинокритика Анны Меликовой, предметом саркастического высмеивания в картине становится «полное отсутствие нравственности, помноженное на фальшивые сантименты».
Кинокритик Борис Нелепо, посмотрев фильм на Каннском кинофестивале, приводит слова немецкого критика Олафа Меллера, что «Рай: Любовь» — самая слабая глава трилогии. Борис Нелепо считает, что комедийный, прилизанный «Рай: Любовь» становится заложником курортной темы. «Не так просто слыть большим художником, с отстраненной издевкой живописуя гнусности сексуального туризма в Кении. Если к своей героине автор ещё проявляет нечто вроде сочувствия, то аборигены выглядят одноклеточными организмами, пригодными лишь для выкачивания денег из истосковавшихся по человеческому телу и теплу туристок. В итоге, омерзительны все».